# Yucatán
|  | Per a altres significats, vegeu «Yucatán (desambiguació)». |

Yucatán és un dels 31 estats que conformen la federació mexicana. És situat a l'est del país, al nord de la península de Yucatán. Antigament, els estats de Campeche i Quintana Roo, i algunes regions de Tabasco i el nord de Belize van formar part de l'estat de Yucatán, que abastava tota la península. La capital és Mérida. Altres ciutats importants són Progreso i Valladolid. A Yucatán també hi ha importants ruïnes arqueològiques maies: Acanceh, Ake, Chacmultun, Chichén Itzá, Dzibilichaltun, Kabah, Labná, Mayapan, Sayil, Uxmal i Yaxuna.
Yucatán es va convertir en estat de Mèxic, després de la independència i la proclamació de la Constitució de 1824, que establia que Mèxic era una federació formada per estats lliures i sobirans. Però, quan els conservadors van arribar al poder el 1835, canviant la constitució i limitant l'autonomia dels estats de la federació, i convertint-los en províncies o departaments governats per autoritats designades pel govern central, alguns estats van respondre amb insurreccions. Yucatán va declarar-ne la independència el 1838, aprovada pel Congrés Local el 1840 i el 1845. Aquest any va començar la Guerra entre els Estats Units i Mèxic, i Yucatán es va declarar neutral.
El 1847 va començar allò que s'ha anomenat la Guerra de Castes, una insurrecció violenta del poble maia en contra de la població blanca i mestissa de l'estat, la qual cosa va dur a l'estat a una situació econòmica i social molt crítica. El govern yucatec va sol·licitar suport estranger, i fins i tot, la sobirania de l'estat, si es donava suport militar per controlar la severa situació. Cap país va respondre, però, acabada la Guerra amb els Estats Units, Mèxic va oferir suport militar i econòmic, i Yucatán va reintegrar-se a Mèxic el 17 d'agost, 1848. La Guerra de Castes no acabaria completament sinó fins al 1901.
Després que el govern centralista fos derrotat i el federalisme fos reinstaurat a Mèxic, el 1857 Campeche es va separar de Yucatán, convertint-se en un estat més de la federació. Quintana Roo es va separar el 1902.
El primer governador d'ascendència maia, Francisco Luna Kan, va ser elegit el 1976.
Avui Yucatán és un estat pròsper de la regió del sud-est de Mèxic. Mérida, la capital, és un important centre de negocis, i un important centre de turisme. El 30% de la població encara parla la llengua maia.